# Gleidson Saturnino
Gleidson Gomes Saturnino (São Paulo, 11 de abril de 1997) é um jogador de futsal brasileiro, que atua como fixo. Atualmente, joga pelo Sorocaba Futsal e pela Seleção Brasileira de Futsal.